# Cvetko Božič
Cvetko Božič, slovenski inženir, strokovnjak za gozdove in publicist, * 4. maj 1886, Idrija, † 27. oktober 1973, Ljubljana.
Božič je leta 1911 na Dunaju diplomiral na visoki šoli za gozdarstvo. Od leta 1912 do 1914 je bil gozdarski komisar na Korčuli. Po prvi svetovni vojni je bil vodja državnih gozdnih uprav na Gorenjskem. Leta 1929 je postal ravnatelj Direkcije državnih in verskozakladnih gozdov v Ljubljani, nato pa direktor uprave gozdarskega oddelka Dravske banovine. Objavil je več člankov iz zgodovine slovenskega gozdarstva.